# Egidius Schiffer
Leo Egidius Schiffer (* 1956; † 21./22. Juli 2018 in Bochum) war ein deutscher Serienmörder, der als „Würger von Aachen“ in die Kriminalgeschichte einging. Zwischen 1983 und 1990 ermordete er fünf Mädchen und Frauen im Alter zwischen 15 und 31 Jahren und missbrauchte drei davon sexuell. Seine Taten wurden als „Anhaltermorde“ bzw. „Discomorde“ bekannt. 1985 wurde auch in der Sendung Aktenzeichen XY … ungelöst nach ihm gefahndet.

## Darstellung des Verbrechens
Zwischen Juli 1983 und Juni 1990 suchte Schiffer seine Opfer fast ausnahmslos an Bushaltestellen oder Straßenrändern im Dreieck Aachen – Heinsberg – Mönchengladbach, häufig in unmittelbarer Nähe von Diskotheken. Er fuhr in einem Ford Capri-Cabrio beziehungsweise später in einem Mercedes gezielt an alleinstehenden jungen Frauen vorbei, bot ihnen eine Mitfahrgelegenheit an und lenkte den Wagen anschließend zu abgelegenen Wald- oder Feldwegen.
Nach dem gleichen Muster fesselte er die Anhalterinnen mit Handschellen, Strick oder Damenstrumpfhosen, vergewaltigte sie (oder versuchte dies) und erdrosselte bzw. erwürgte sie anschließend. Die entkleideten Leichen wurden in Weihern versenkt, in Waldstücken verscharrt oder am Rand abgelegener Feldwege abgelegt und teilweise mit Laub bedeckt.
| Datum            | Opfer (Alter)        | Tatort                                            | Vorgehen                                                     | Fundort der Leiche                                  |
| ---------------- | -------------------- | ------------------------------------------------- | ------------------------------------------------------------ | --------------------------------------------------- |
| 18. Juli 1983    | Marion Gerecht (18)  | Bushaltestelle bei Alsdorf                        | Fesselung, versuchte Vergewaltigung, Erdrosselung mit Strick | Angelweiher nahe Alsdorf                            |
| 15. Februar 1984 | Andrea Wernicke (15) | Nähe Würselen, nach Besuch der Diskothek          | Vergewaltigung, Erdrosselung                                 | Feldweg südlich Würselen                            |
| 31. August 1984  | Angelika Sehl (17)   | Bundesstraße 221 bei Geilenkirchen („Rockfabrik“) | Vergewaltigung, Strangulation                                | Waldstück; Opfer nur mit BH und Strümpfen bekleidet |
| Dezember 1985    | Marion Lauven (18)   | Bushaltestelle „Am Haarberg“, Aachen              | Vergewaltigung, Erdrosselung; Transport im Kofferraum        | Wald bei Aachen; Leiche mit Laub bedeckt            |
| 16. Juni 1990    | Sabine Neumann (31)  | Niederkrüchten, Heimweg von Diskothek „Inside“    | Vergewaltigung, Strangulation im Mercedes                    | 1991 skelettiert in Wald bei Wegberg aufgefunden    |

Die Staatsanwaltschaft ging davon aus, dass Schiffer „von Anfang an sexuelle Handlungen vornehmen und die Opfer töten“ wollte und dabei kein festes Opferprofil verfolgte. Die Mordserie löste in der Region eine jahrelange Fahndung nach dem unbekannten „Anhalter-“ beziehungsweise „Discomörder“ aus. Erst der Abgleich einer 2007 freiwillig abgegebenen Speichelprobe mit in den 1980er-Jahren gesicherten DNA-Spuren führte zu seiner Überführung.

## Festnahme und Verurteilung
Im März 2007 wurde Egidius Schiffer in Heinsberg beim Stehlen von Metallschrott ertappt und verhaftet. Er gab dabei freiwillig eine Speichelprobe ab, die ihn als Täter in fünf ungeklärten Mordfällen überführte. Am 23. August des Jahres wurde er dann wegen Mordes verhaftet. Während des Verhöres gestand er die fünf Morde, widerrief das Geständnis jedoch vor dem Landgericht mit der Begründung, er habe sadomasochistische Neigungen; die Morde habe er nur zugegeben, weil der Gedanke an Untersuchungshaft und Bestrafung ihn erregt hätten. Zudem sei er zu dem Geständnis gezwungen worden.
Das Gericht stützte sich jedoch auf das mehrmals wiederholte Geständnis, in dem Schiffer auch Täterwissen preisgegeben hatte, sowie die DNA-Spuren an den Tatorten.
Er wurde am 19. August 2008, 18 Jahre nach seinem letzten Mord, vom Landgericht Aachen wegen Mordes in fünf Fällen und Vergewaltigung in zwei Fällen zu einer lebenslangen Freiheitsstrafe verurteilt. Das Gericht stellte zudem die besondere Schwere der Schuld fest. Eine Revision wies der Bundesgerichtshof im Juni 2009 als unbegründet zurück.

## Tod
Am Morgen des 22. Juli 2018 wurde Schiffer tot in seiner Zelle in der JVA Bochum aufgefunden.
Dort hatte er seinen Körper mittels mehrerer Kabel zur Unterstützung autoerotischer Praktiken mit dem Stromnetz verbunden. Er starb infolge von Herzrhythmusstörungen.